# Alessandra Santos de Oliveira
Alessandra Santos de Oliveira (San Paolo, 2 dicembre 1973) è un'ex cestista brasiliana, professionista nella WNBA.

## Carriera
Centro, ha giocato in Serie A1 con Messina.
Con il Brasile ha disputato tre edizioni dei Giochi olimpici (Atlanta 1996, Sydney 2000, Atene 2004), cinque dei Campionati mondiali (1994, 1998, 2002, 2006, 2010) e cinque dei Campionati americani (1993, 1997, 1999, 2003, 2009).